# Мункфорс
Мункфорс (швед. Munkfors) — містечко (tätort, міське поселення) у центральній Швеції в лені Вермланд. Адміністративний центр комуни Мункфорс. Частина території міста входить до складу комуни Гагфорс.

## Географія
Містечко знаходиться у центральній частині лена Вермланд за 360 км на захід від Стокгольма.

## Історія
Мункфорс виник у середньовіччі, коли через цю місцевість через долину Кларельвсдален проходив шлях паломників до могили святого Олафа в Нідаросі. Згідно з легендою, у ХІІ столітті ченці з монастиря Альвастра побудували тут місце відпочинку для багатьох паломників.
У 1949 році Мункфорс отримав статус чепінга. А з 1971 року увійшов до складу однойменної комуни.

## Герб міста
Цей герб спершу використовувався ландскомуною Рансетер і перейшов до чепінга Мункфорс. Герб торговельного містечка (чепінга) Мункфорс отримав королівське затвердження 1950 року.
Герб: у срібному полі виходить синій монах, у відділеній хвилясто срібній главі синій рівносторонній хрест з чотирма кулями між раменами, обабіч нього — такі ж липи з корінням.
Монах вказує на назву комуни. Хрест з кулями використовувався як залізний знак на одній з металоконструкцій у Ренсетері. Липи вказують на ліси над річкою Ранон.
Після адміністративно-територіальної реформи, проведеної в Швеції на початку 1970-х років, муніципальні герби стали використовуватися лишень комунами. Цей герб був 1971 року перебраний для нової комуни Мункфорс.

## Населення
Населення становить 2 948 мешканців (2018).

## Спорт
У поселенні базується хокейний клуб ІФК Мункфорс та інші спортивні організації.

## Галерея

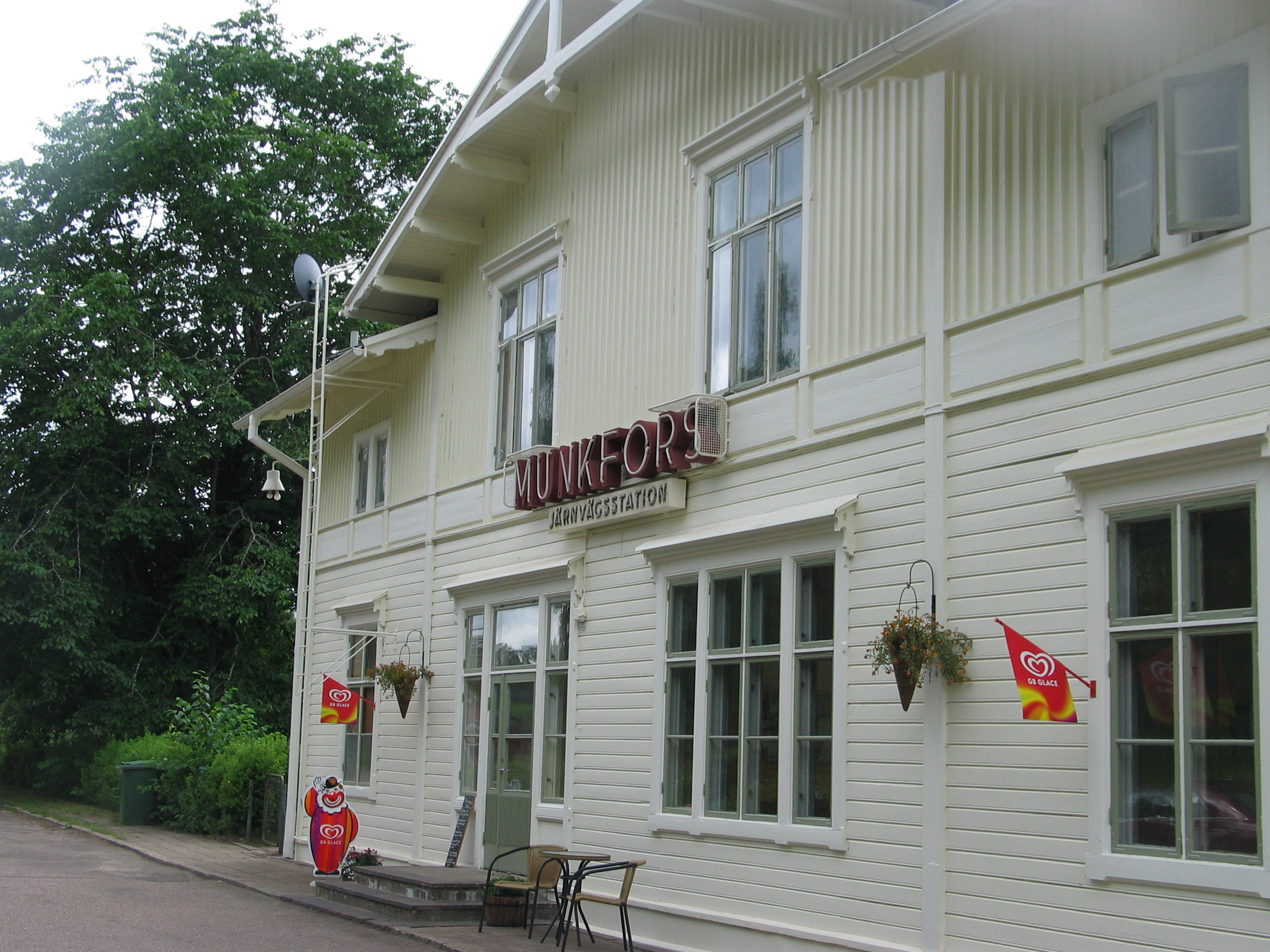
Залізнична станція
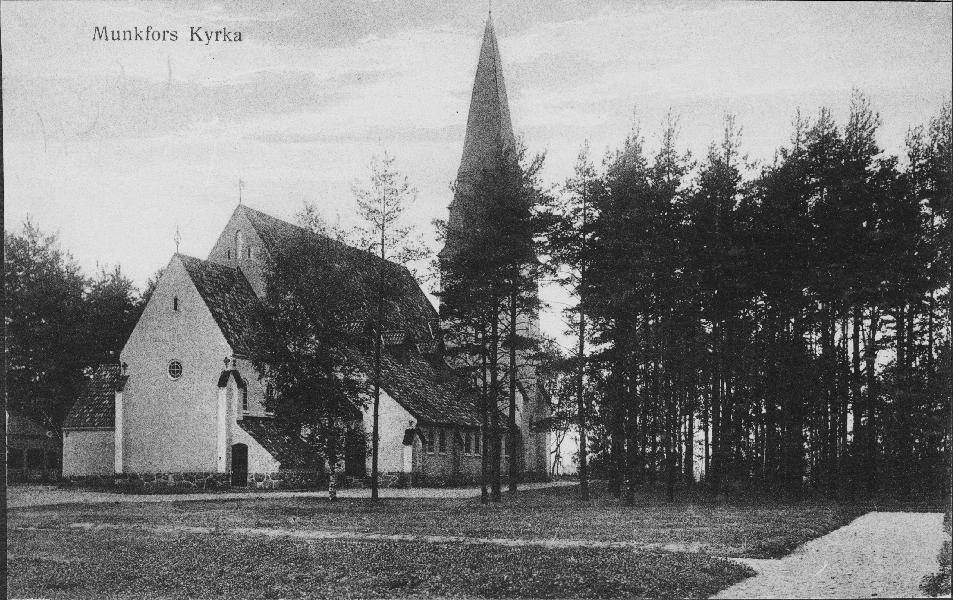
Церква
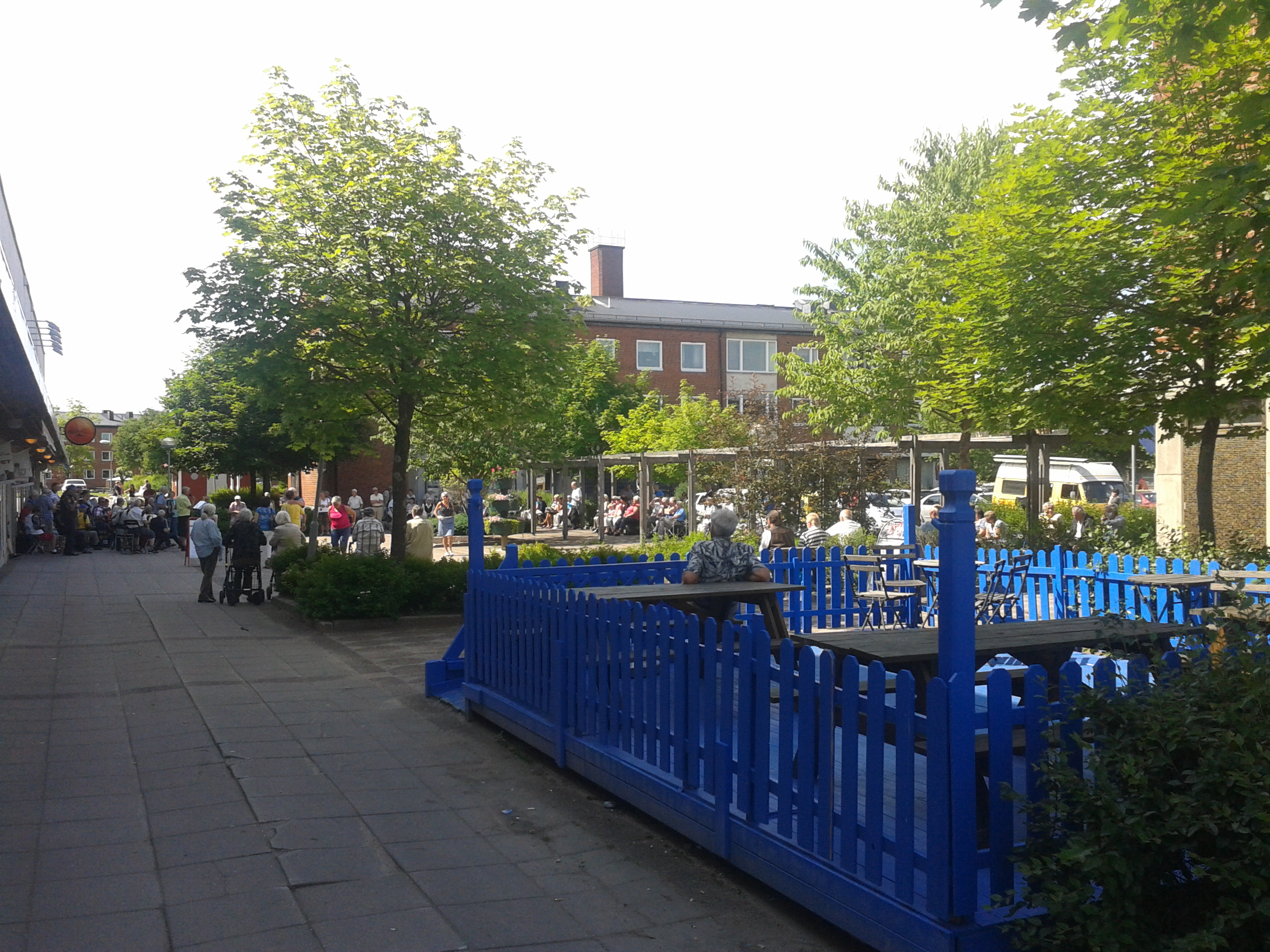
У центрі міста

## Покликання
- Сайт комуни Мункфорс [Архівовано 2 травня 2009 у Wayback Machine.]